# Université Adam-Mickiewicz de Poznań

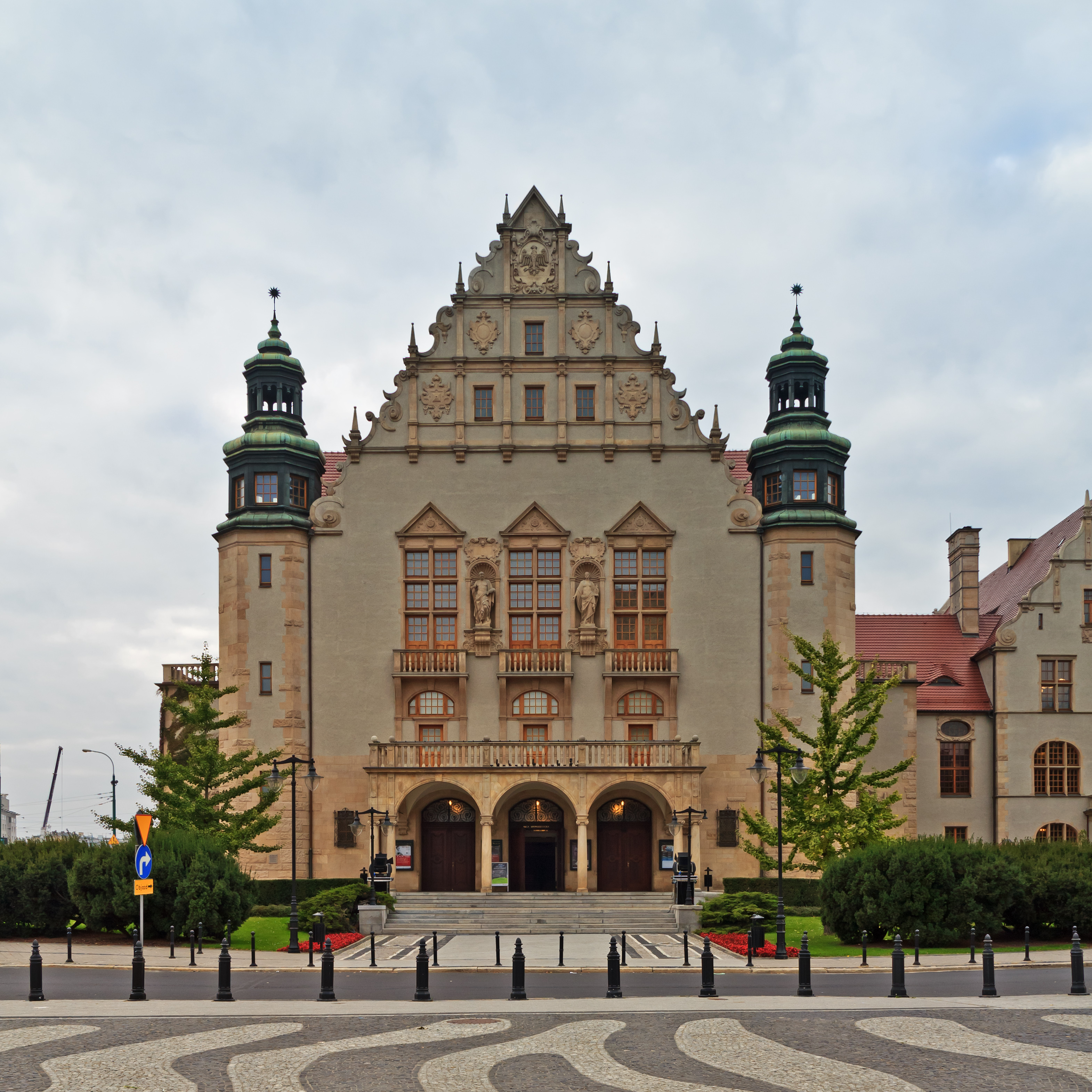
L'Aula et le Collegium Minus.

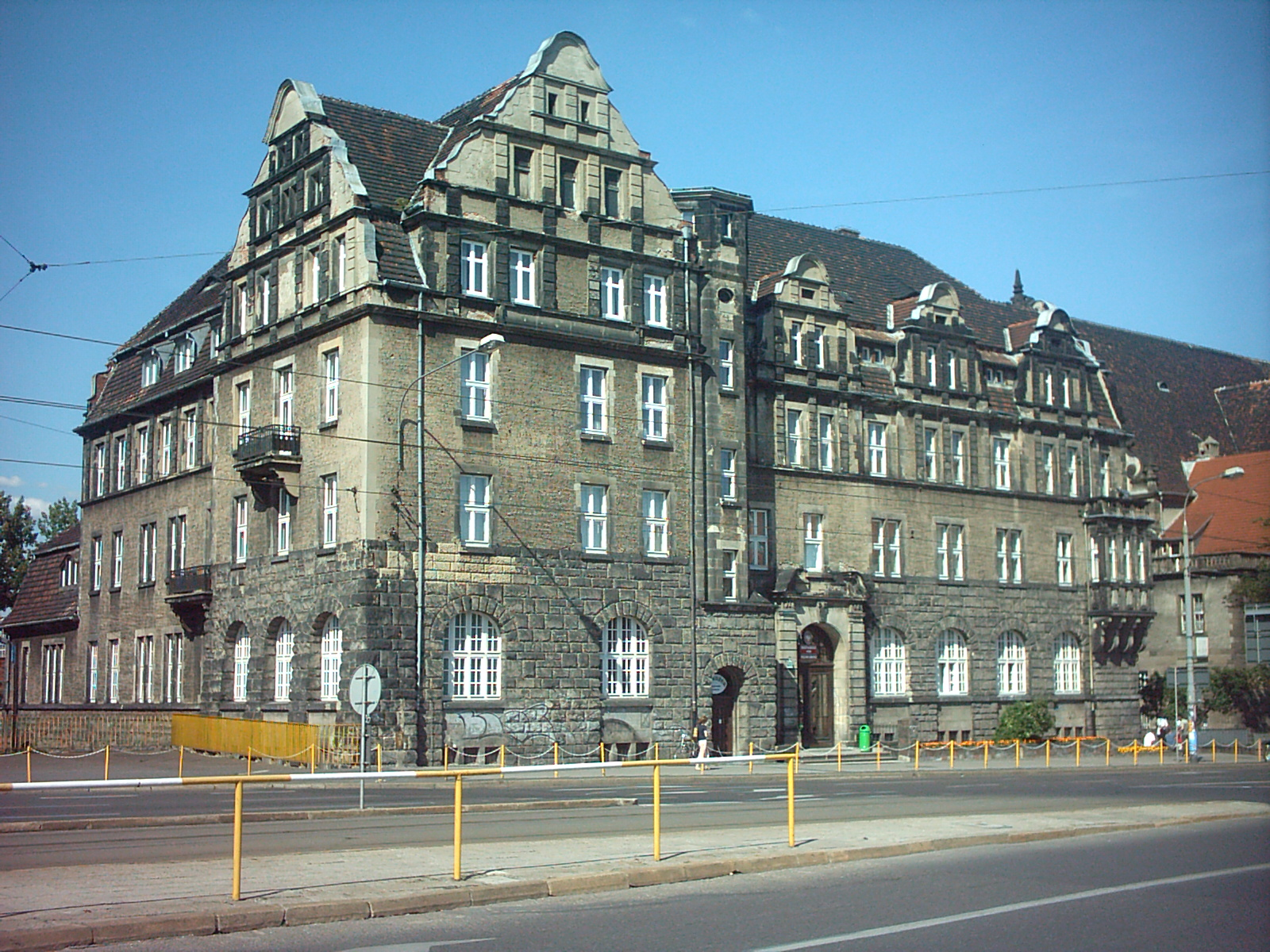
Le Collegium Juridicum.

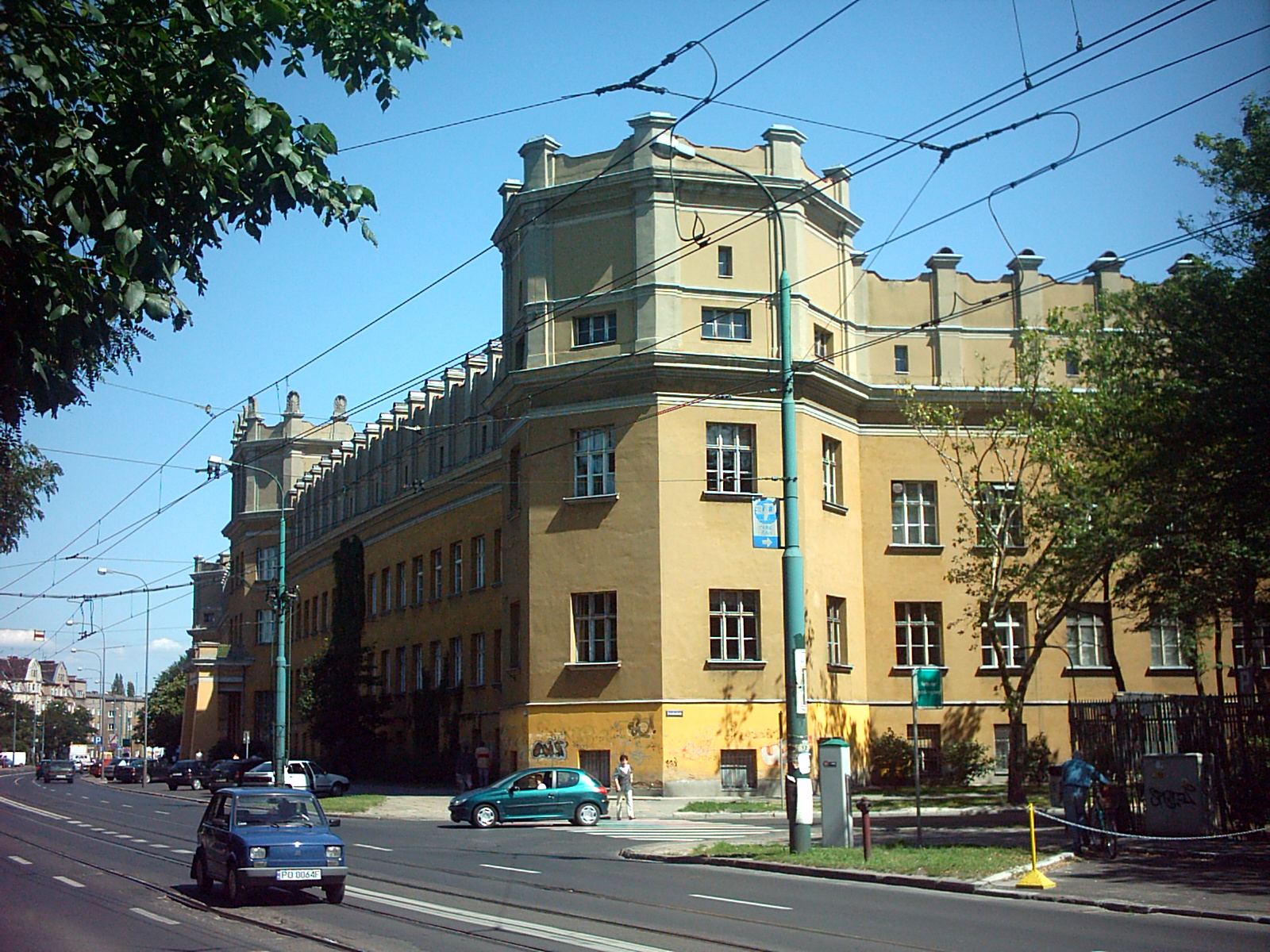
Le Collegium Chemicum.

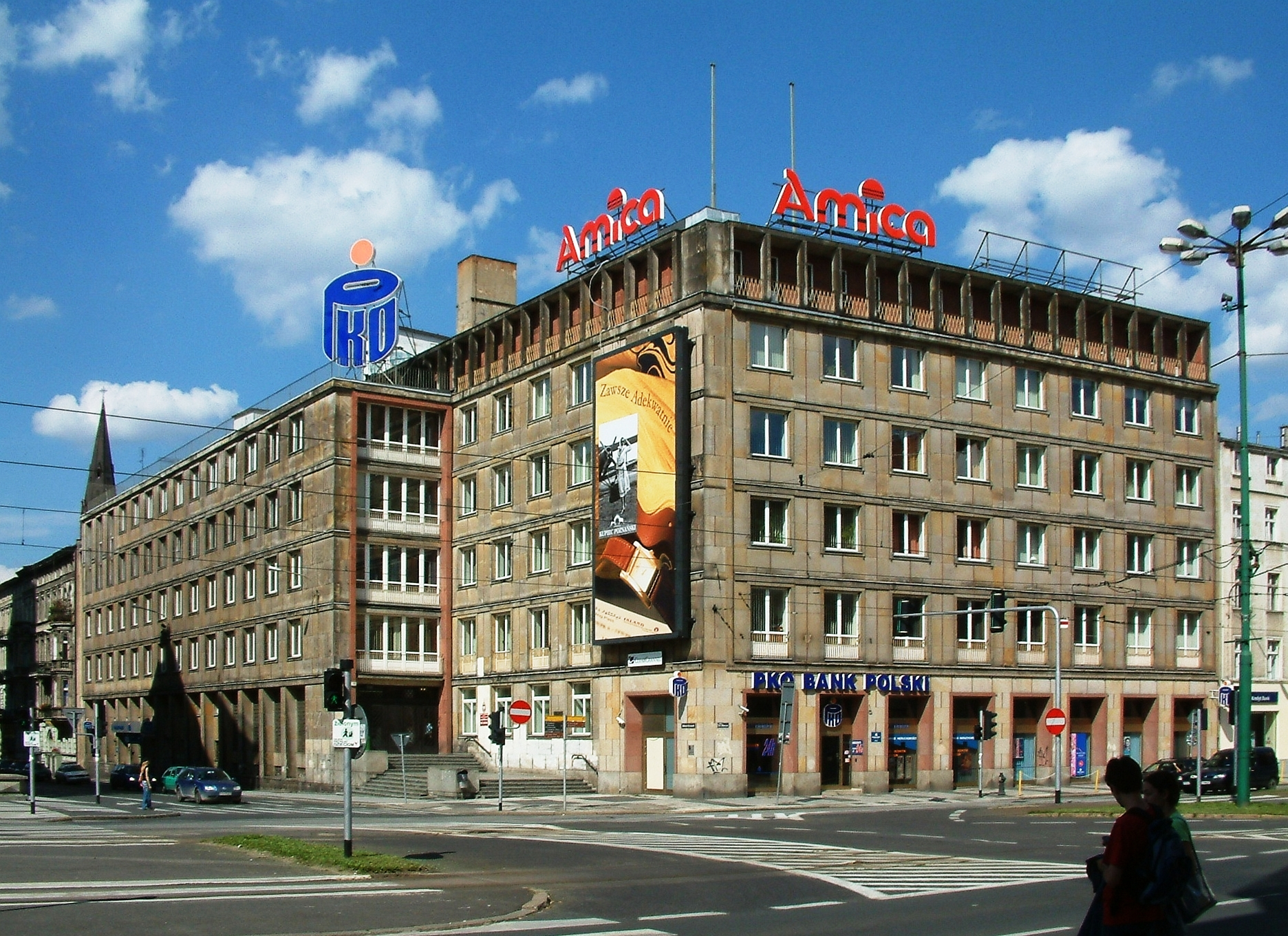
Le Collegium Historicum.

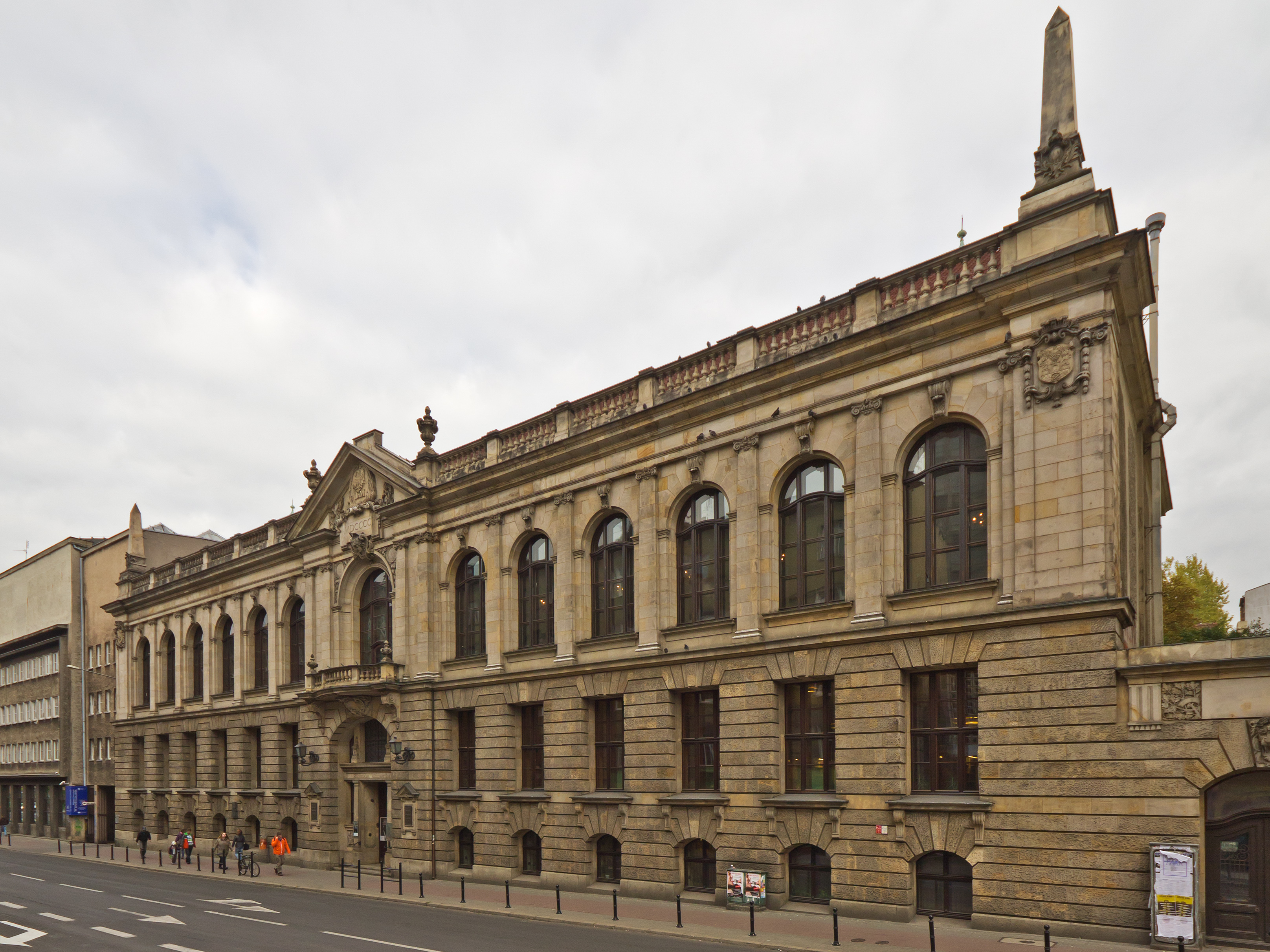
La bibliothèque universitaire.

L'université Adam Mickiewicz de Poznań (en abrégé UAM ; en polonais Uniwersytet im. Adama Mickiewicza w Poznaniu ; en latin Universitas Studiorum Mickiewicziana Posnaniensis) est l'université pluridisciplinaire publique de Poznań, capitale de la région de Grande-Pologne. Elle a été créée le 7 mai 1919 et a reçu son nom actuel en 1955.
L'université a souvent été classée parmi les trois meilleures universités du pays,.
En 2017, Times Higher Education a classé l'université dans la catégorie 801-1000 dans le monde.

## Histoire
- Le roi Sigismond III Vasa accorde au collège des jésuites de Poznań une charte royale 28 octobre 1611, confirmée par les rois Jean Casimir en 1650 et Jean III Sobieski en 1678[5].
- En 1903, est créée une académie royale prussienne de Posen (Königliche Akademie zu Posen) qui fonctionne jusqu'en 1919[6].
- Après le recouvrement de l'indépendance de la Pologne, la première faculté à fonctionner est la faculté des lettres, à compter d'avril 1919. La jeune université reçoit l'aide de professeurs de Cracovie, Lwow, Varsovie et Wilno. La conférence inaugurale du professeur Kazimierz Tymieniecki est prononcée sous le titre De l'histoire des universités en Pologne le 7 mai 1919.
- Durant l'entre-deux-guerres, l'université se développe au sein de cinq facultés : droit et sciences économiques, médecine, lettres et sciences humaines, sciences, agronomie et sylviculture. Environ un diplômé polonais sur dix vient de Poznań durant cette période.
- De nombreuses personnalités du monde scientifique, politique et culturel reçoivent un doctorat honoris causa de l'université, notamment le maréchal Józef Piłsudski, le maréchal Foch, Maria Skłodowska-Curie, Ignacy Paderewski, Roman Dmowski, et Witold Hensel.
- En 1920, le sociologue Florian Znaniecki fonde le premier département polonais de sociologie à l'université. C'est un des premiers départements créés en Europe.
- Entre 1939 et 1945, la région est rattachée à l'Allemagne et de nombreux universitaires sont emprisonnés dans le camp de concentration et d'extermination de la citadelle de Poznań. Dès 1940, une université clandestine est créée comme à Varsovie tandis que les Allemands ouvrent en 1941 la Reichsuniversität Posen avec des professeurs allemands.
- 1945 - L'université reprend ses activités dès la Libération.
- 1950 - Transformation de la faculté de médecine et de pharmacie en Académie de médecine
- 1955 - L'université prend le nom d'Adam Mickiewicz.
- 1968-1969 - Une partie de la communauté universitaire participe aux manifestations de mars 1968 contre le régime, ce qui conduit à des suppressions de départements et à des licenciements de professeurs et exclusions d'étudiants
- 1976 - Réforme des structures créant de nouvelles facultés
- 1977 - Début de la construction du nouveau campus à Morasko
- 1978 - Signature d'un accord de coopération avec l'université Strasbourg-II (université Marc-Bloch) - début des sessions scientifiques annuelles
- 1980 - Participation active de la communauté universitaire aux manifestations (le principal centre de grève est la bibliothèque de l'université).
- 1981 - Suspension temporaire des cours après l'introduction de la loi martiale
- 1985 - Suspension des autorités universitaires par l'État communiste
- 1990 - Attribution de l'ancien bâtiment du Comité régional du parti à l'université
- 1998 - Intégration de l'ancienne Faculté pontificale indépendante de Théologie catholique

## Composition de l'université
L'UAM se compose de 15 facultés (2012) :
- Faculté d'anglais (Wydział Anglistyki)
- Faculté de biologie (Wydział Biologii)
- Faculté de chimie (Wydział Chemii)
- Faculté de philologie polonaise et classique Wydział Filologii Polskiej i Klasycznej)
- Faculté de physique (Wydział Fizyki)
- Faculté d'histoire (Wydział Historyczny)
- Faculté de mathématiques et d'informatique (Wydział Matematyki i Informatyki)
- Faculté de géographie et de géologie (Wydział Nauk Geograficznych i Geologicznych)
- Faculté de sciences politiques et de journalisme (Wydział Nauk Politycznych i Dziennikarstwa)
- Faculté de sciences sociales (Wydział Nauk Społecznych)
- Faculté de langues modernes (Wydział Neofilologii)
- Faculté de droit et d'administration (Wydział Prawa i Administracji)
- Faculté de sciences de l'éducation (Wydział Studiów Edukacyjnych)
- Faculté de théologie (Wydział Teologiczny)
- Faculté de pédagogie et des beaux-arts de Kalisz (Wydział Pedagogiczno-Artystyczny) (avec une antenne à Jarocin).

L'ancienne faculté de médecine et de pharmacie a été érigée en 1950 en académie de médecine autonome, devenue actuellement l'université de médecine Karol Marcinkowski (Uniwersytet Medyczny im. Karola Marcinkowskiego)
L'ancienne faculté d'agronomie et de sylviculture est devenue École supérieure d'agriculture (Wyższa Szkoła Rolnicza) puis Académie d'agriculture August Cieszkowski (Akademia Rolnicza im. Augusta Cieszkowskiego w Poznańiu) et récemment université des sciences de la vie de Poznań Uniwersytet Przyrodniczy w Poznaniu.
De même a été créée l'Académie d'éducation physique Eugeniusz-Piasecki (Akademia Wychowania Fizycznego). 
Fonctionnent également sous forme de services communs : un centre de langues étrangères, le Collegium Europaeum de Gniezno, le Collegium Polonicum de Słubice i l'antenne de Kościan. 
L'Alliance française de Poznań a également été créée avec ce statut.
7 antennes extérieures ont été créées : Krotoszyn, Ostrowie Wlkp., Pleszew, Pniewy, Śrem, Wągrowiec et Piła. 
Par ailleurs l'université assure la tutelle scientifique et pédagogique sur les collèges universitaires de formation des maîtres de langues étrangères (NKJO) de Gorzów Wielkopolski, Kalisz, Leszno, Września et Złotów.
Depuis 1997, des cours d’interlinguistique sont dispensés dans le cadre de la faculté de philologie, et un cursus de trois ans en espéranto est proposé. Il valide des crédits ECTS. C’est Ilona Koutny, membre de l’Académie d'espéranto, qui guide ce cursus.

## Coopération internationale
- Université Christian Albrecht de Kiel – Allemagne
- Université Otto-Friedrich de Bamberg – Allemagne
- Université de Greifswald - Allemagne
- Université de Vienne, Autriche
- Université Masaryk, Brno – République tchèque
- Université libre de Bruxelles – Belgique
- Université Bretagne-Sud – Lorient, France
- Université Rennes-II – Rennes, France
- Université de Strasbourg - France
- Université complutense de Madrid – Espagne
- Université d'Indiana en Pennsylvanie, Indiana – États-Unis
- Université Cornell Ithaca, (NY) – États-Unis
- Université d'Udine – Italie
- Escola Superior de Hotelaria e Turismo do Estoril - Portugal (www.eshte.pt)
- Sabanci University, İstanbul - Turquie (www.sabanciuniv.edu)
- Université d'Aveiro - Portugal (www.ua.pt)
- Université Agder - Norvège
- Université Dogus, Istanbul - Turquie

## Liste des recteurs
- 1919-1923 : Heliodor Święcicki (1854-1923) - médecin
- 1923-1924 : Zygmunt Lisowski (1880-1955) - juriste
- 1924-1925 : Stanisław Dobrzycki (1875-1931) - linguiste, spécialiste de linguistique slave
- 1925-1926 : Ludwik Sitowski (1880-1947) - zoologue
- 1926-1928 : Jan Gabriel Grochmalicki (1883-1936) - zoologue
- 1928-1929 : Edward Lubicz-Niezabitowski (1875-1946) - médecin
- 1929-1931 : Stanisław Kasznica (1874-1958) - juriste
- 1931-1932 : Jan Sajdak (1882-1967) - philologue (langues anciennes)
- 1932-1933 : Stanisław Pawłowski (1882-1940) - géographe
- 1933-1936 : Stanisław Runge (1888-1953) - vétérinaire
- 1936-1939 : Antoni Peretiatkowicz (1884-1956) - juriste
- 1939 : Bronisław Niklewski (1879-1961) - biologiste
- 1941-1943 : Ludwik Jaxa-Bykowski (1881-1948) - pédagogue, didactique des sciences naturelles
- 1943-1945 : Roman Pollak (1886-1972) - historien de la littérature polonaise
- 1945-1946 : Stefan Tytus Dąbrowski (1877-1947) - médecin
- 1946-1948 : Stefan Błachowski (1889-1962) - psychologue
- 1948-1952 : Kazimierz Ajdukiewicz (1890-1963) - philosophe
- 1952-1956 : Jerzy Suszko (1889-1972) - chimiste
- 1956-1962 : Alfons Klafkowski (1912-1992) - juriste
- 1962-1965 : Gerard Labuda (1916-2010) - historien
- 1965-1972 : Czesław Łuczak (1922-2002) - historien
- 1972-1981 : Benon Miśkiewicz (1930-2008) - historien
- 1981-1982 : Janusz Ziółkowski (1924-2000) - économiste et sociologue
- 1982-1984 : Zbigniew Radwański (1924-) - juriste
- 1984-1985 : Franciszek Kaczmarek (1928-) - physicien et mathématicien
- 1985-1988 : Jacek Fisiak (1936-) - linguiste, angliciste
- 1988-1990 : Bogdan Marciniec (1941-) - chimiste
- 1990-1996 : Jerzy Fedorowski (1934-) - géologue
- 1996-2002 : Stefan Jurga (1946-) - physicien
- 2002-2009 : Stanisław Lorenc (1943-) - géologue
- 2009-(en cours) : Bronisław Marciniak (1950-) - chimiste

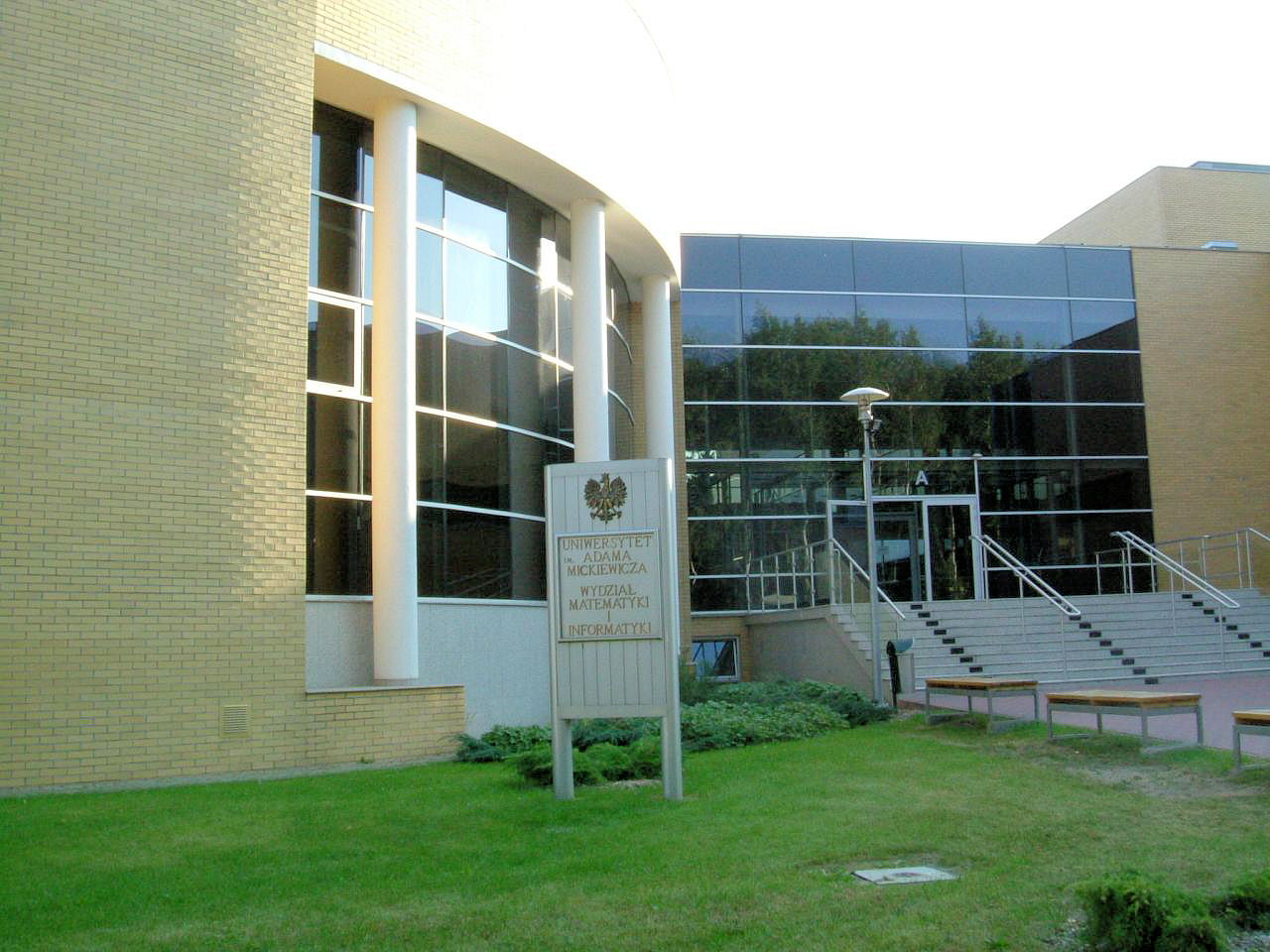
La faculté de mathématiques et d'informatique.
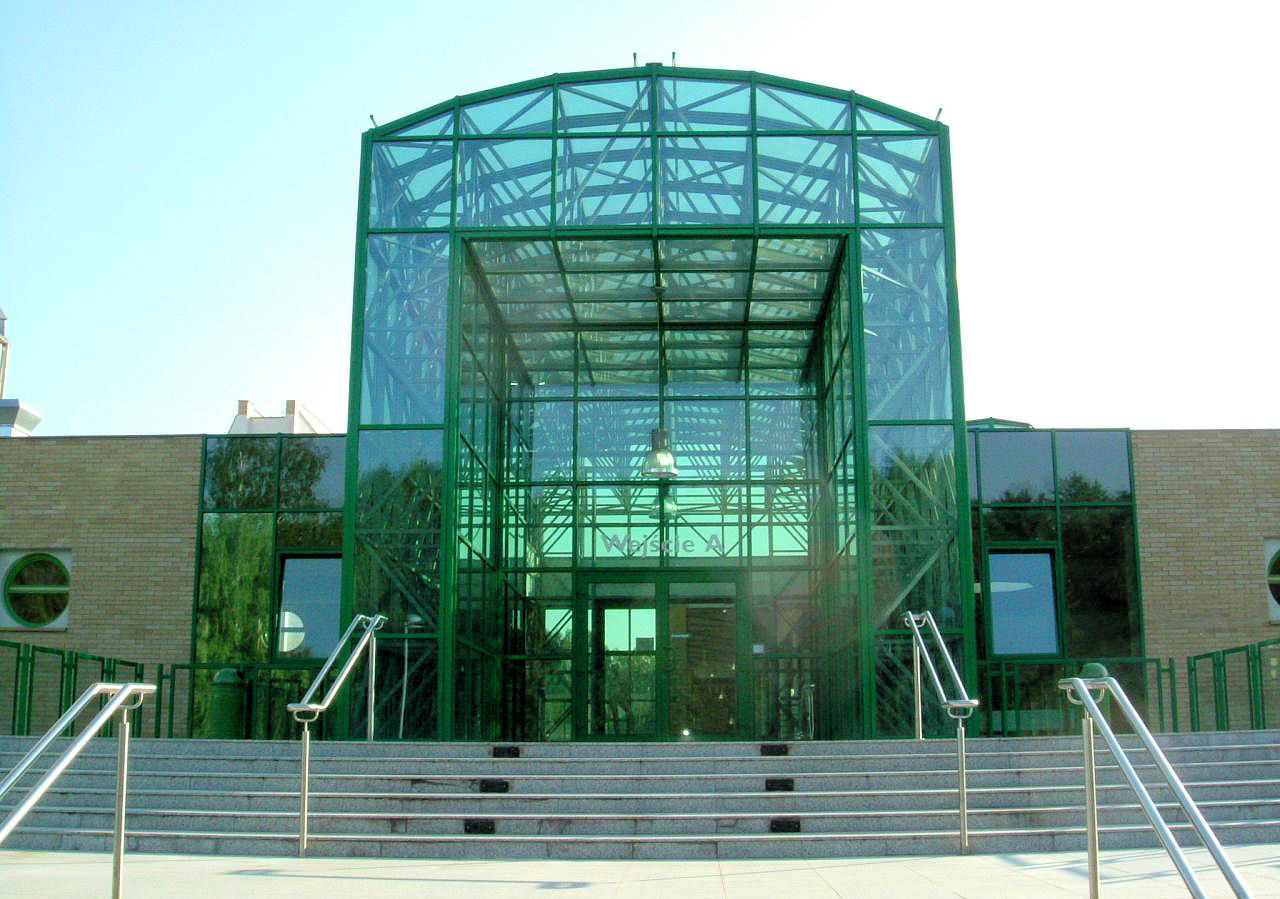
La faculté de physique.
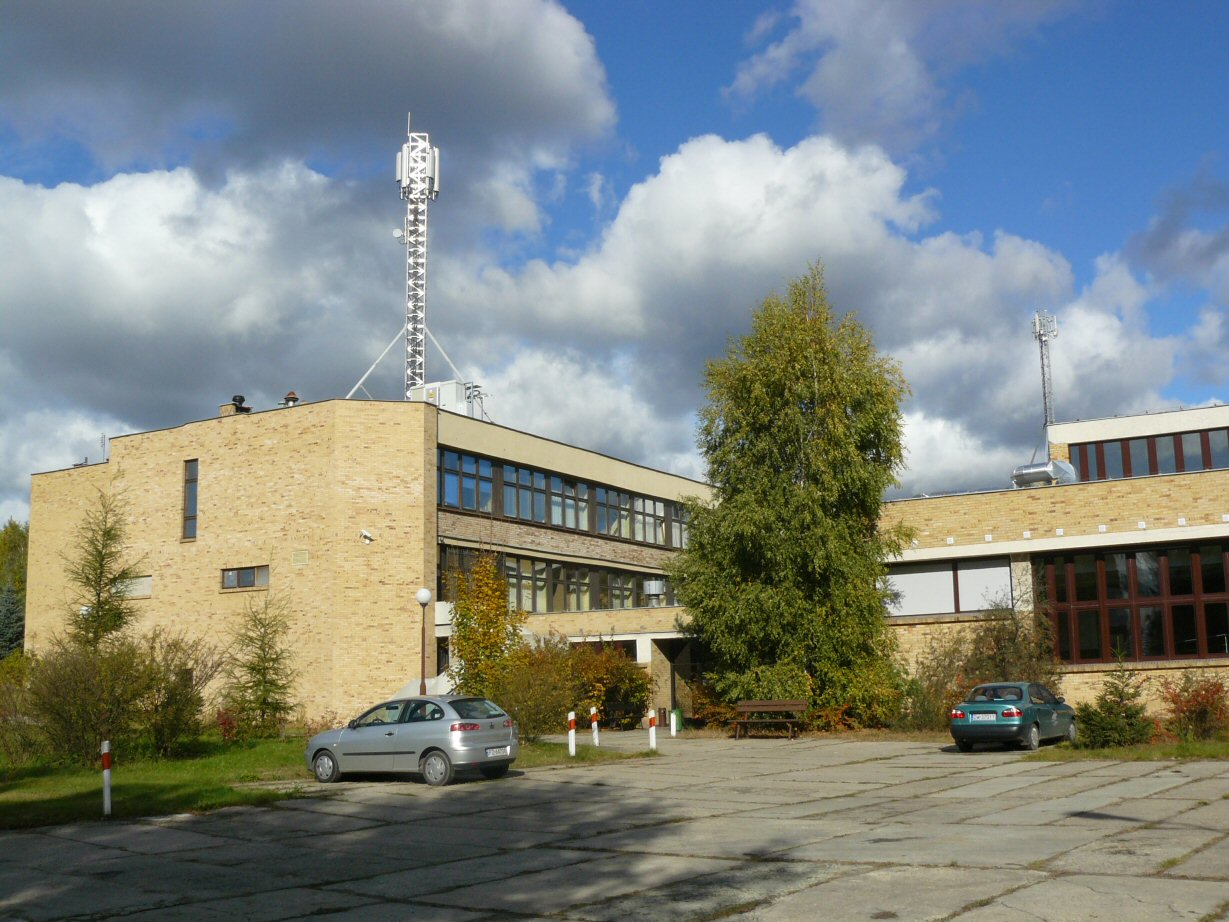
La faculté de géographie et de géologie.
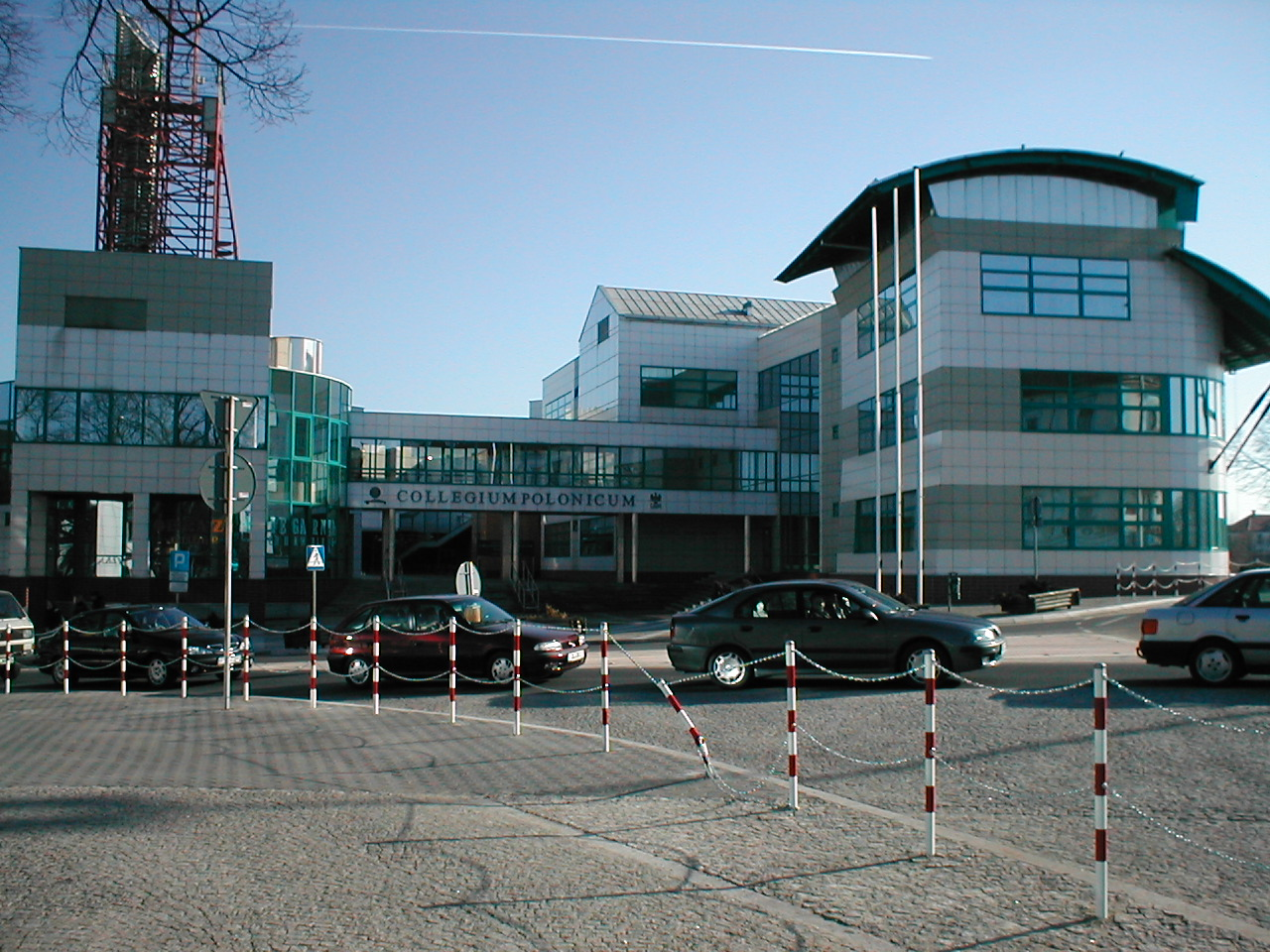
Le Collegium Polonicum - antenne de Słubice.

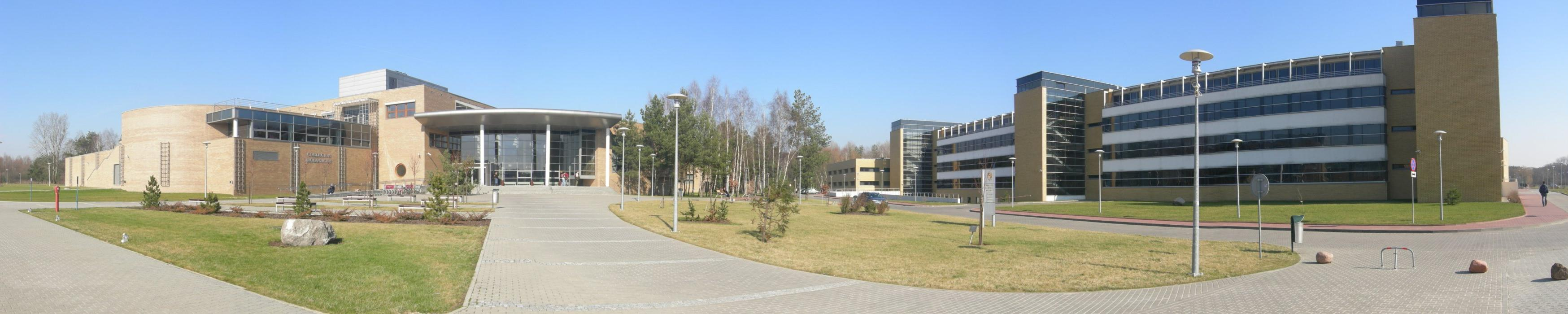
Panorama de Morasko

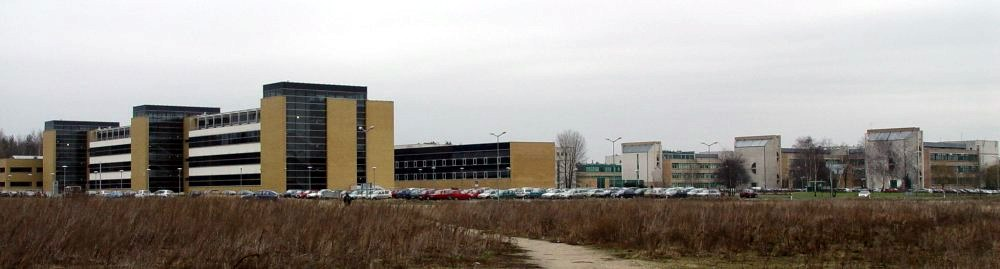
Le Collegium Physicum et le Collegium Mathematicum.

## Anciens élèves

### Personnalités politiques
- Roman Giertych, vice-président du Conseil des ministres (2006-2007), fondateur de la Ligue des familles polonaises.
- Kazimierz Marcinkiewicz, président du Conseil des ministres (2005-2006).
- Krzysztof Skubiszewski, ministre des Affaires étrangères (1989-1993).
- Hanna Suchocka, présidente du Conseil des ministres (1992-1993).
- Paulina Hennig-Kloska, ministre.
- Adam Szłapka, ministre des Affaires européennes (2023-), président du parti .Moderne.

### Juristes
- Bohdan Winiarski, président de la Cour internationale de justice (1961-1964).

### Monde de la culture
- Filip Bajon, réalisateur.
- Krzysztof Czyżewski, éditeur et poète.
- Anna Jantar, chanteuse.
- Jan A. P. Kaczmarek, compositeur, Oscar de la meilleure musique de film (2004).
- Olek (1976-), artiste basée à New York.

### Monde des médias
- Max Kolonko, journaliste et éditorialiste.
- Adam Michnik, rédacteur en chef de la Gazeta Wyborcza.

### Autres
- Franciszek Gągor, chef d'état-major des armées (2006-2010).
- Włodzimierz Kołos, fondateur de la chimie quantique moderne.
- Jan Kulczyk, entrepreneur et milliardaire.
- Tomasz Łuczak, mathématicien.
- Halszka Osmólska, paléontologue.
- Wanda Wesołowska, zoologue.